# التینباساک، اورین
التینباساک، اورین (به لاتین: Altınbaşak, Evren) یک منطقهٔ مسکونی در ترکیه است که در استان آنکارا واقع شده‌است.